# Ernst August Carus
Ernst August Carus (* 10. Juli 1797 in Leipzig; † 26. Mai 1854 in Berlin) war ein deutscher Chirurg und Hochschullehrer.

## Leben

### Herkunft und Familie
Carus war Sohn des Philosophen Friedrich August Carus.
Er heiratete am 19. November 1822 Charlotte Agnes Florentine Küster (* 3. Juni 1802; † 6. März 1839), eine Tochter des Kommissionsrats Küster aus Leipzig. Das Paar hatte mehrere Kinder:
- Julius Victor (* 23. August 1823; † 10. März 1903), deutscher Zoologe und Anthropologe

⚭ Sophie Catharina Hasse (13. Mai 1827; † 18. April 1884)
⚭ Alexandra Petroff (* 28. Januar 1847; † 1940)
- Fanny (* 7. August 1829; † 29. Dezember 1904) ⚭ 18. Juli 1852 Ludwig Mercklin (* 11. Juli 1816; † 15. September 1863), Dr. phil.
- Marie Helene (* 17. Juni 1831; † 10. Januar 1914) ⚭ 28. April 1859 Gustav Heinrich George von Hollander (* 27. November 1827; † 9. Dezember 1889), Dr. med
- Paul (* 21. September 1833; † 25. Mai 1875), Kaufmann
- Elise (* 15. Juni 1835; † 24. Mai 1897) ⚭ Ludwig Ullmann (* 17. August 1831; † 9. November 1921), Dr. med

### Werdegang
Er besuchte vom 9. Mai 1809 bis zum 18. März 1815 die Fürstenschule Pforta. Von 1815 bis 1822 studierte er an der Universität Leipzig Philosophie, schöne Künste, Musik und Medizin. Im Jahr 1822 wurde er mit der Dissertation De vi naturae medicatrice in formandis cicatricibus zum Dr. med. promoviert. Anschließend besuchte er Kliniken in Göttingen und Berlin. 1823 habilitierte er sich an der Medizinischen Fakultät der Leipziger Universität und lehrte anschließend als Privatdozent für Chirurgie und Augenheilkunde.
Carus ließ sich 1824 als praktischer Arzt in Colditz nieder, allerdings litt seine Gesundheit unter der Anstrengung als Landarzt. 1829 wurde er neben Johann Karl Wilhelm Walther Leiter der Chirurgischen Poliklinik Leipzig und Oberwundarzt des Leipziger Georgenspitals sowie zugleich zum außerordentlichen Professor der Chirurgie an der Universität Leipzig berufen. 1844 folgte er einem Ruf als ordentlicher Professor für Chirurgie an die Kaiserliche Universität Dorpat. Dort übernahm er zusätzlich die Leitung der chirurgischen Klinik. 1853 wurde bei ihm Zungenkrebs diagnostiziert. Er war in der Folge gezwungen seine Ämter niederzulegen und verstarb schließlich in Berlin auf der Durchreise.
Carus besaß in Leipzig eine orthopädische Privatklinik und gründete ebenfalls in Leipzig das erste orthopädische Institut. Er soll ein kunstliebender Mann und sein Haus ein Treffpunkt für Künstler gewesen sein, so zählen unter anderem Robert Schumann und dessen Schwiegervater Friedrich Wieck zu seinen Gästen.

## Werke
- De vi naturae medicatrice in formandis cicatricibus, Leipzig 1822 (online).
- (Hrsg.): Denkschrift über die Unterbindung der Aorta abdominalis, Leipzig 1824.